# Ręczna wypłata gotówki
Ręczna wypłata gotówki – gotówkowa transakcja bankowa polegająca na wypłacie gotówki przez kasjera z rachunku bankowego posiadaczowi tego rachunku przy użyciu karty płatniczej. Jednak w odróżnieniu od podjęcia gotówki z bankomatu, czynności dokonuje kasjer przy użyciu terminala EFT-POS. Oprócz karty, klient jest zobowiązany do okazania dokumentu tożsamości. Sama transakcja jest potwierdzana kodem PIN lub podpisem składanym na pokwitowaniu.
Nie należy mylić ręcznej wypłaty gotówki z usługą cash back, gdyż w przeciwieństwie do niej:
- transakcja nie jest powiązana z zapłatą za towar lub usługę;
- nie obowiązuje odgórny limit wypłat 200 zł – ewentualne limity ustala wystawca karty;
- możliwość wypłat również z kart kredytowych;
- szeroka akceptacja kart, również wydanych przez banki zagraniczne;
- usługę realizują jedynie uprawnione instytucje finansowe.

Ręczna wypłata gotówki zazwyczaj powoduje naliczenie prowizji takiej samej lub wyższej niż przy podjęciu gotówki z bankomatu, o ile takie podjęcie nie jest realizowane w oddziale banku, który wydał kartę. Transakcja tego typu nie uprawnia do okresu bezodsetkowego dla karty kredytowej.
W Polsce usługa jest dostępna głównie w placówkach Poczty Polskiej i agencjach PKO BP.